# East Stamford Bridge
East Stamford Bridge var en civil parish från 1866 till 1935 då den blev en del av Stamford Bridge, i grevskapet East Riding of Yorkshire, i England. Civil parish var belägen 10 km från Pocklington och hade 395 invånare år 1931.